# 荒木田百合
荒木田 百合（あらきだ ゆり、1959年 - ）は、日本の地方公務員。生え抜き女性初の横浜市副市長を経て、横浜市社会福祉協議会会長。

## 人物・経歴
東京都世田谷区出身。1982年東京女子大学文理学部社会学科卒業。鎌田とし子ゼミ出身。大学卒業後横浜市役所入庁。こども青少年局の設立などにあたったのち、政策局秘書部政策調査担当部長を経て、2016年政策局担当理事。
2018年から生え抜き女性初の横浜市副市長を務め、文化観光局、こども青少年局、健康福祉局、医療局、病院経営本部、教育、鶴見区、神奈川区、西区、保土ケ谷区を担当。新型コロナウイルス感染症の流行 (2019年-)への対応にあたるなどした。
2020年 (令和2年) 3月 城博俊と林琢己を後任に、渡辺巧教とともに任期途中で副市長退任。同年横浜市社会福祉協議会会長、社会福祉法人横浜市リハビリテーション事業団評議員。